# Jeszenőc
Jeszenőc (szlovákul: Jasenovce) község Szlovákiában, az Eperjesi kerület Varannói járásában.

## Fekvése
Varannótól 13 km-re északkeletre, az 554-es út mentén, az Olyka-patak keleti partján fekszik.

## Története
A falut 1543-ban említik először. Neve a szláv jeszen (= kőrisfa) főnévből származik.
A 18. század végén Vályi András így ír róla: „JESZENÓCZ. Tót falu Zemplén Várm. földes Ura G. Barkótzi Uraság, lakosai katolikusok, fekszik Giglócz, és Zsalobin között, dombos határja 3 nyomásbéli, búzát, és gabonát terem, erdője van, szőleje nints, széna nélkűl szűkölködik, piatza Varannón.”
Fényes Elek 1851-ben kiadott geográfiai szótárában így ír a faluról: „Jeszenócz, tót falu, Zemplén vmegyében, Zsalobina fiókja: 132 r., 20 g. kath., 10 zsidó lak. F. u. a lietavai uradalom. Ut. p. Zsolna.”
Borovszky Samu monográfiasorozatának Zemplén vármegyét tárgyaló része szerint: „Jeszenócz, tót kisközség 70 házzal és 431 róm. kath. vallású lakossal. Postája Zsalobina, távírója Tavarna, vasúti állomása Varannó. A Homonnaiak birtoka volt, de az 1598-iki összeírás szerint Révay Ferencz is részbirtokosa. Később a Barkóczy s a Wiczmándy család lett a földesura. Most nagyobb birtokosa nincsen. Róm. kath. templomát 1778-ban Barkóczy Imréné szül. Szirmay Zsuzsánna építtette. A községben a XVIII. században több ízben volt földrengés, mely a templomot is erősen megrongálta.”
1920 előtt Zemplén vármegye Varannói járásához tartozott

## Népessége
| Év:            | 1994. | 2004.    | 2014.   | 2024.   |
| -------------- | ----- | -------- | ------- | ------- |
| Emberek száma: | 194   | 229      | 232     | 216     |
| Eltérés:       |       | +18,04 % | +1,31 % | -6,89 % |

| Év:            | 2023. | 2024.   |
| -------------- | ----- | ------- |
| Emberek száma: | 210   | 216     |
| Eltérés:       |       | +2,85 % |

1910-ben 361-en, többségében lengyelek lakták, jelentős szlovák kisebbséggel.
2001-ben 236 lakosából 230 szlovák volt.
2011-ben 226 lakosából 209 szlovák.

## Nevezetességei
- Mihály arkangyal tiszteletére szentelt római katolikus temploma 1778-ban épült.